# José Alcázar Pérez
José Alcázar Pérez (Madrid, 10 de abril de 1957) es un exjugador y entrenador de waterpolo español. Disputó los Juegos Olímpicos de Moscú 1980 con España, obteniendo un cuarto puesto. Se convirtió en entrenador del C.N Montjuïc.

## Participaciones en Juegos Olímpicos
- Moscú 1980, puesto 4.